# Solpke
Solpke è una frazione (Ortsteil) del comune tedesco di Gardelegen, situato nel circondario di Altmark Salzwedel, nel land della Sassonia-Anhalt.
Fino al 31 dicembre 2010 era un comune autonomo.
La prima menzione risale al 1541, relativamente tardi se comparato con gli altri centri abitati dell'area. La chiesa risale però al XIII secolo cosa che fa presumere un insediamento precedente. Tra peste, incendi e carestia l'area venne abbandonata, vi si reinsediarono dei coloni a partire dal 1767, nel 1826 vi fu un incendio che rase al suolo l'abitato che venne però subito ricostruito. Nel villaggio si trovano numerosi edifici a graticcio e case in pietra.